# 佩戴金饰的俄斐王后

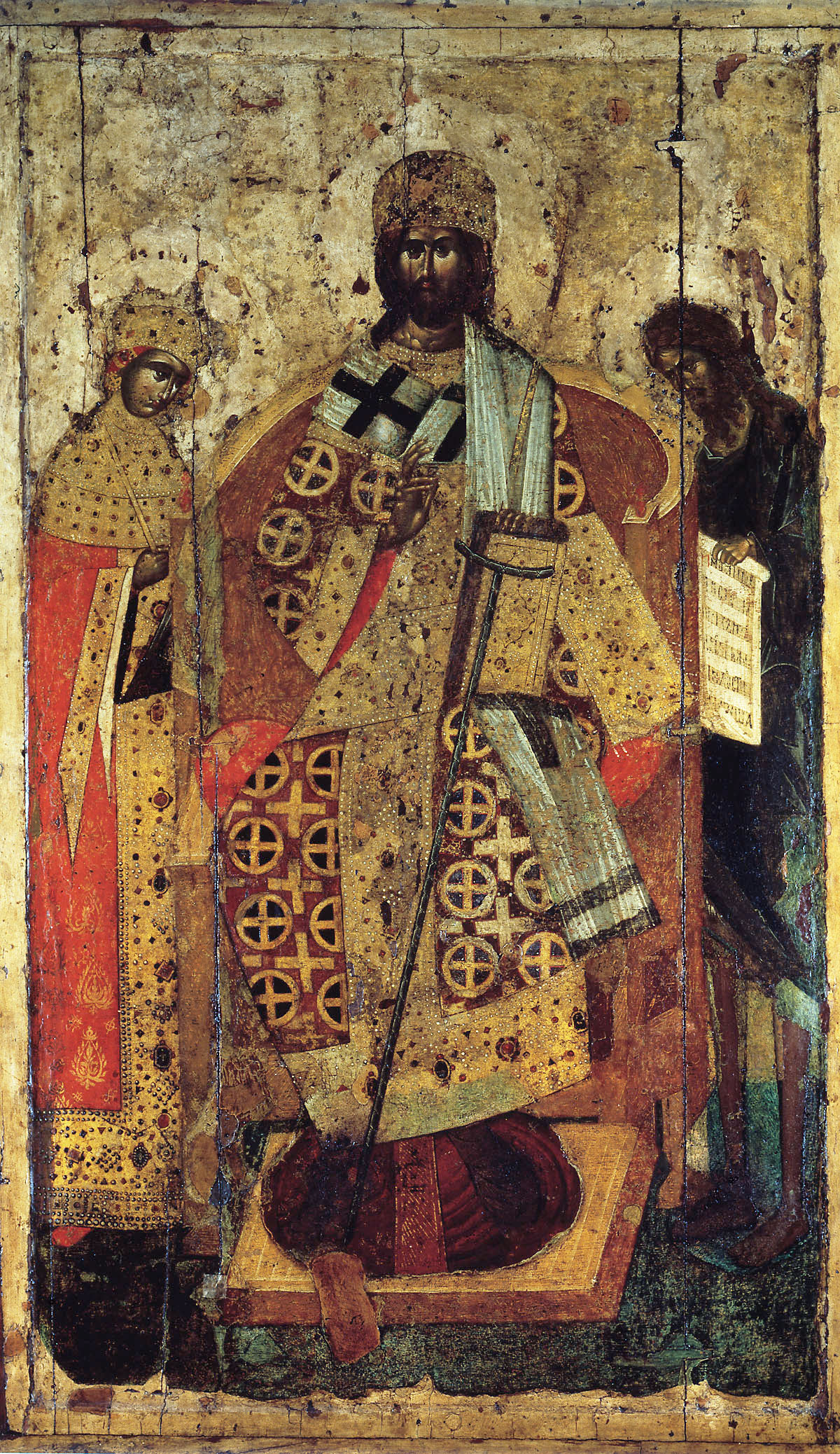
俄罗斯圣像画“王后在她的右手边”，莫斯科圣母安息大教堂

佩戴金饰的俄斐女王是圣经中的人物，出现在《诗篇》第45篇。 她被认为是圣母玛利亚的预言人物。新天主教圣经注释 (NBC) 圣经肯定了“新的和最终的盟约适用于所有人。礼拜仪式受这首诗篇的启发，以庆祝这场神秘婚礼最令人印象深刻的实现：圣母玛利亚，王后和国王的配偶，以及那些跟随她选择基督作为配偶的人。” 
《雅各原福音》告诉我们，当三岁的玛利亚被父母送到圣殿时，一群处女两两手持蜡烛，陪伴她到达目的地。在那里，牧师接待了她，亲吻了她，祝福了她，并大声说道：“主在所有世代面前尊崇了你的名字，因为在时间的尽头，他将在你身上向以色列子民展示他的救赎。 这样，诗篇第44章（45章）的预言就实现了，新娘将由其他处女的随从献给国王。第一节讲述了人类最美丽的儿子，充满永恒的恩典和祝福，真理和正义的英雄捍卫者，这就是耶稣基督，弥赛亚和上帝之子。 第10节指出这位圣母王后位于国王的右手边，这是一种无上荣誉的象征。圣马克西姆斯对第14和15节的解释是，这位国王的女儿曾自称是上帝（第7节），她向上帝展示了自己最美丽的一面，身着金线绣成的彩色衣服。之前（第12节）解释说，圣母的美丽让她的父亲国王着迷，这向我们表明，她衣服的美丽和奢华代表了她各种美德的不同颜色，以及她所有品质的珍贵价值，就像黄金一样，在她的成长过程中，她一直用这些品质来装饰自己。 

## 解读为圣母玛利亚
天主教认为，诗篇第45篇后半部分是关于圣母玛利亚的。她是“俄斐的金女王” （第9节）；国王所钟爱的不是她的外表，而是她的内心（第13节）；教会由陪伴教会（第14节）和崇拜教会（第12节）的处女代表。要理解这一点，我们必须首先了解女王在旧约中的地位。王后并不是国王的妻子，而是他的母亲。国王曾经有很多妻子，但只有一个母亲。  东正教也与天主教有着同样的解释。  